# Nationaal park Zahamena
Het Nationaal park Zahamena is een beschermd natuurgebied van 423 km² op het breukvlak tussen de regio's Alaotra-Mangoro, Analanjirofo en Atsinanana in Madagaskar. Het natuurgebied bevindt zich op vogelvlucht circa 20 km van het Alaotrameer en circa 50 km van de Indische Oceaan. Het park behoort tot de regenwouden van de Atsinanana die sinds 2007 op de Werelderfgoedlijst staan.

## Geschiedenis
Het  Réserve Naturelle Intégrale de Zahamena (RNI n°III) werd gecreëerd in 1927 met het doel de fauna en flora van het tropisch regenwoud te beschermen in het oosten van Madagaskar. Oorspronkelijk bedroeg de oppervlakte van het natuurreservaat 73.160 hectare. In augustus 1997 werd het gebied herverdeeld, 42.300 ha werden geklasseerd als nationaal park en 22.100 ha werd beschermd als natuurreservaat (Réserve Naturelle Intégrale). Het feit dat het natuurgebied tamelijk afgelegen ligt, droeg in het verleden toe tot het behoud van het gebied maar wordt steeds moeilijker. Zahamena is ook het woongebied van de Sihanaka en de Betsimisaraka. De bescherming is ook belangrijk voor de waterreserves van het Alaotrameer dat de rivieren voedt die het water leiden naar de grote valleien van Alaotra en de vlaktes rond Analanjirofo.

## Fauna
Er werden 112 soorten vogels (waarvan 67 endemisch), 29 soorten vissen, 62 soorten amfibieën en 46 soorten reptielen opgetekend in het gebied. Van de 48 soorten zoogdieren zijn er 13 soorten lemuren. Een aantal van de endemische soorten staan op de Rode Lijst van de IUCN wegens hun zeldzaamheid of hun kwetsbaarheid, zoals de Indri indri (babakoto),  de madagaskargrasuil, de Paroedura masobe, de Fanovana-newtonia en de madagaskarslangenarend.

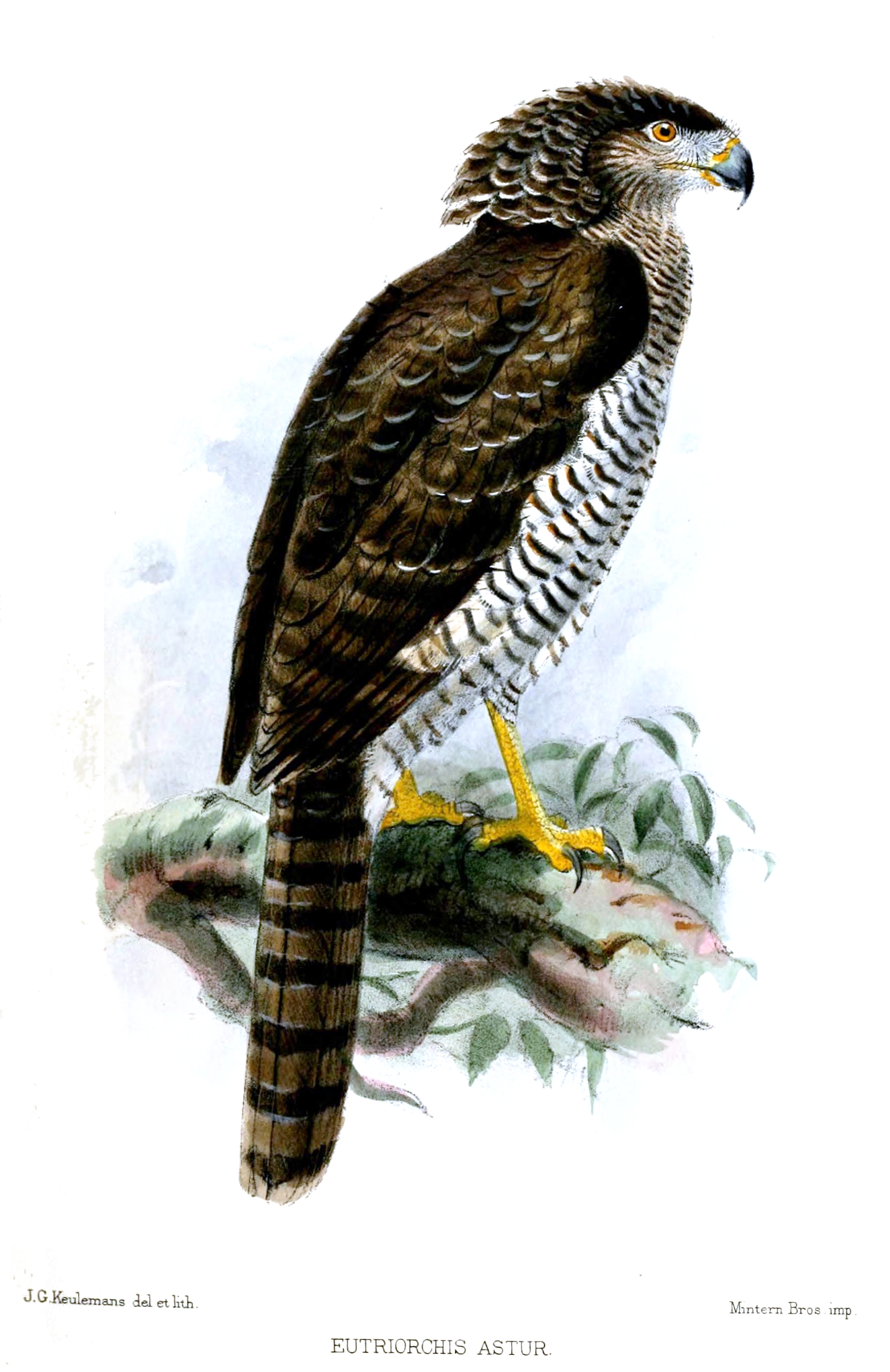
Madagascarslangenarend. Illustratie door John Gerrard Keulemans
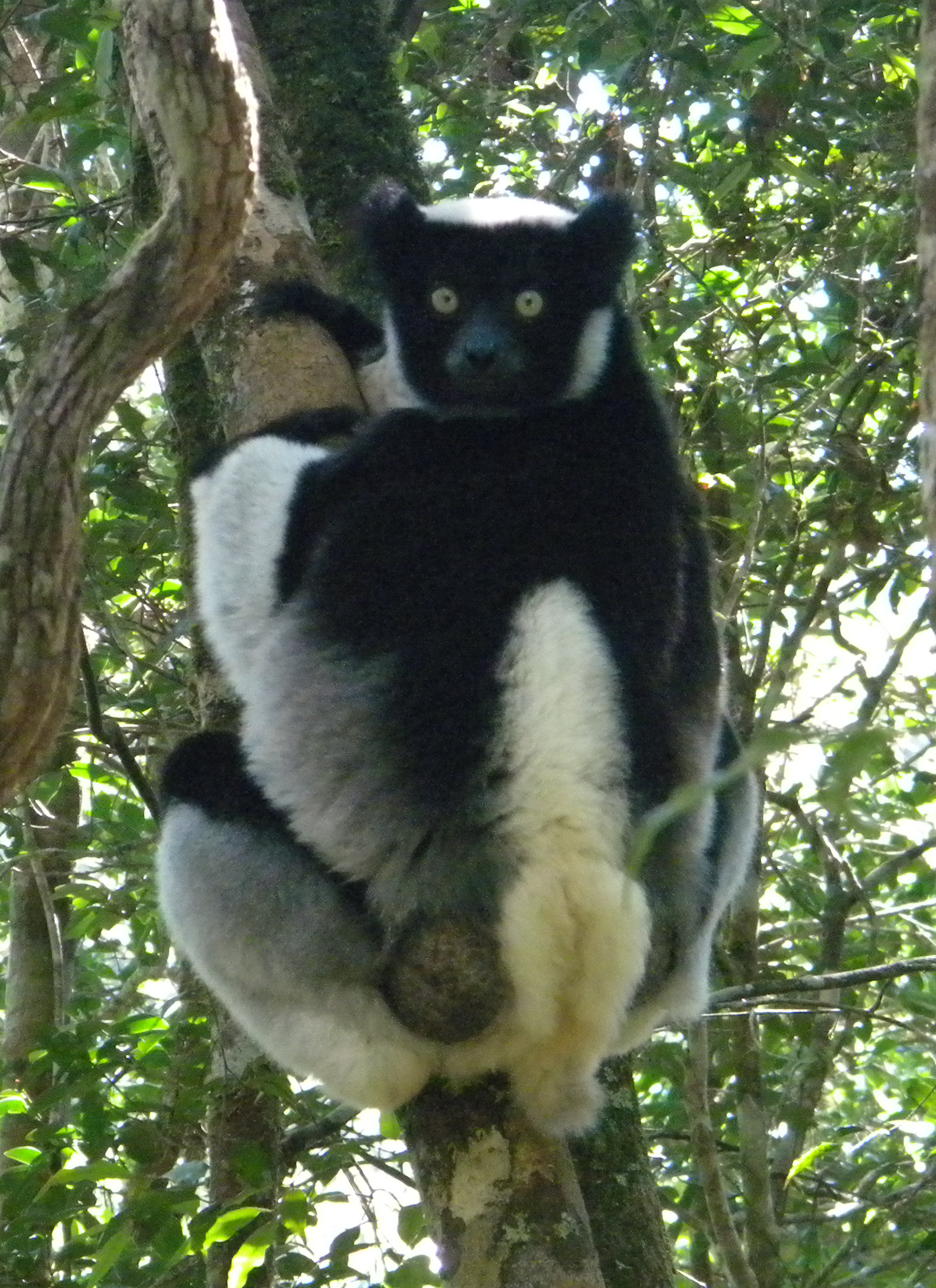
indri
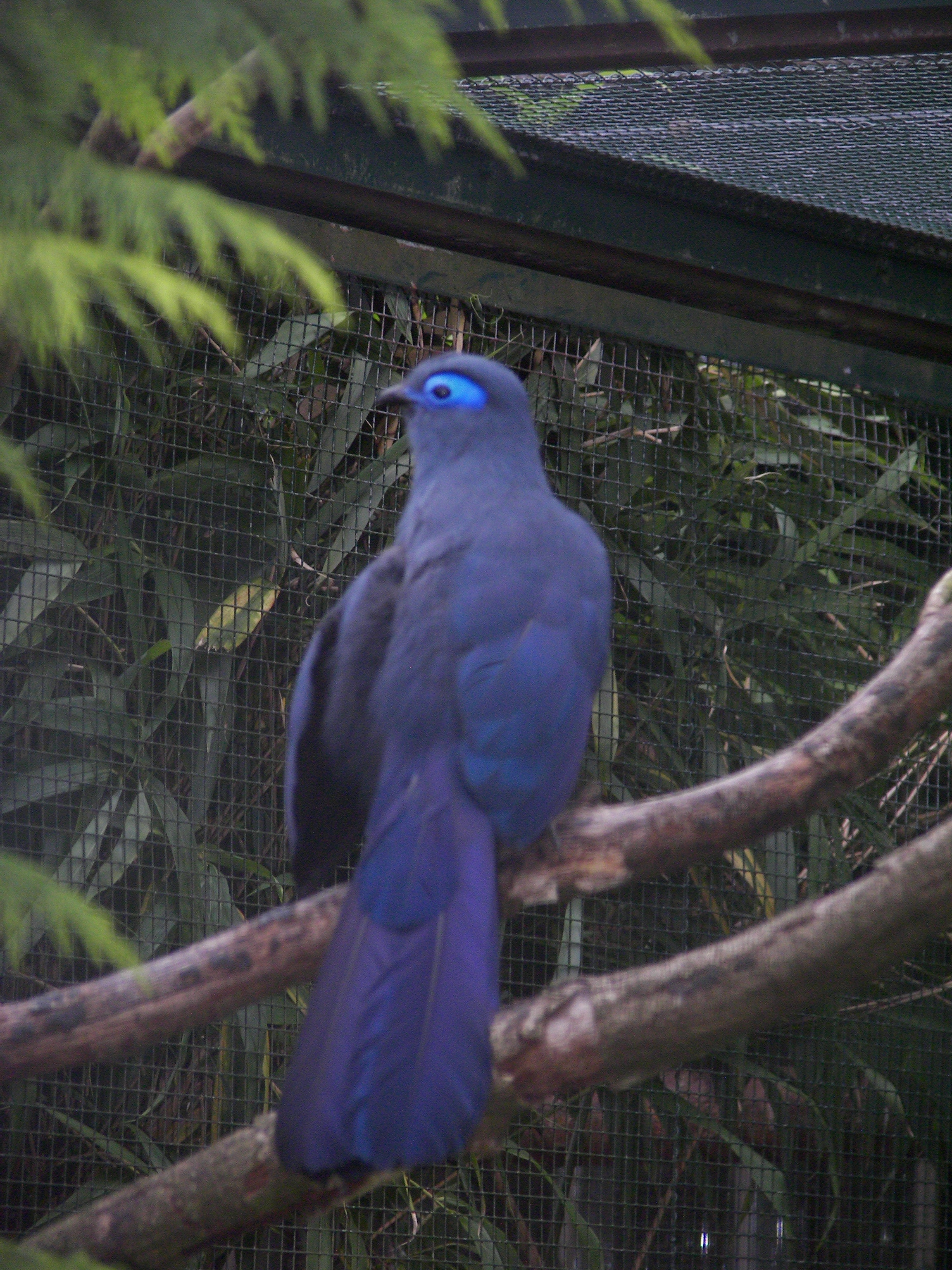
Blauwe coua

## Flora
Het natuurgebied bestaat voor 99% uit bos en telt 151 soorten pteridofyten, 60 soorten orchideeën, 22 soorten palmen, 10 soorten Pandanus en 511 soorten houtachtige planten. Tellingen van de houtachtige planten sinds 1995 tonen een gemiddelde van 1.450 bomen per hectare met een boomlaag van 20 meter hoog. De twee meest prominent aanwezige endemische soorten zijn de Marattia boivinii (kobila) en de Blotella coursii (fanjana malemy).
Anja Community Reserve ·
Berenty-reservaat ·
Renialareservaat ·
Kirindy Forest ·
Zoölogisch park van Ivoloina